# Action (musica)
Action è un termine tecnico di origine anglo-americana che indica la distanza delle corde di uno strumento dalla sua tastiera.
Il termine è usato in riferimento a strumenti a corda o ad arco quali: chitarre (classiche, acustiche ed elettriche); bassi (acustici ed elettrici); contrabbassi; violini; ecc.
Spesso il termine è utilizzato per indicare la rapidità d'esecuzione possibile con un certo strumento, in particolare per le chitarre elettriche, una action bassa consente in generale esecuzioni più rapide rispetto a una action alta.

## La regolazione

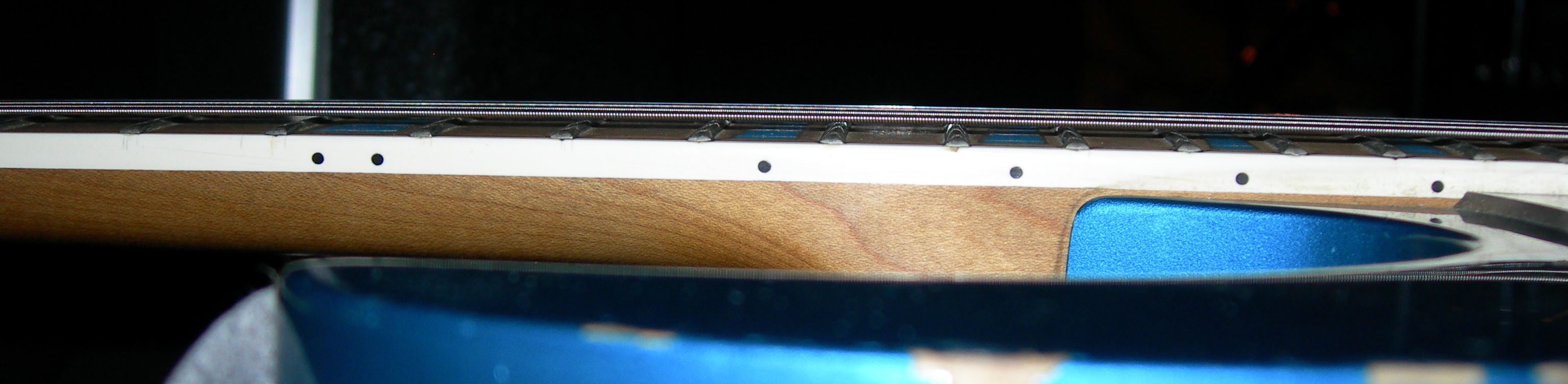
Action di una chitarra elettrica.

Per far sì che la vibrazione possa avvenire correttamente, la corda non deve essere né troppo vicina alla tastiera (action bassa), poiché toccherebbe gli altri tasti e verrebbe smorzata, né troppo distante (action alta), poiché renderebbe poco agevole e faticoso l'uso dello strumento.
L'ergonomia della tastiera è proporzionale alla precisione della regolazione dell'action. Le tastiere degli strumenti a corda hanno solitamente una forma bombata, perciò ogni corda deve essere sottoposta a una regolazione specifica, in modo da ottenere quel compromesso di altezze che permette l'uso più agevole.
Per ottenere questo risultato il liutaio regola l'inclinazione del manico, la sua accuratezza manifatturiera, la precisione di innesto nel corpo dello strumento, la posizione del ponte, l'altezza del capotasto e quella dei tasti stessi.
Solitamente le chitarre elettriche possiedono sul ponte alcune "sellette" utili a regolare l'altezza delle corde singolarmente.